# DDR-Mannschaftsmeisterschaft im Schach 1990
Bei der DDR-Mannschaftsmeisterschaft im Schach 1990 gewann Empor HO Berlin die DDR-Mannschaftsmeisterschaft.
Gespielt wurde ein Rundenturnier, wobei jede Mannschaft gegen jede andere jeweils zwei Mannschaftskämpfe an acht Brettern austrug. Insgesamt waren es 56 Mannschaftskämpfe, also 448 Partien. Die letzten vier Runden fanden zentral in Halle (Saale) statt.

## DDR-Mannschaftsmeisterschaft 1990

### Kreuztabelle der Oberliga (Rangliste)
|   | Verein                 | 1   | 2   | 3   | 4    | 5    | 6    | 7    | 8    | Punkte |
| - | ---------------------- | --- | --- | --- | ---- | ---- | ---- | ---- | ---- | ------ |
| 1 | Empor HO Berlin I      |     | 9,0 | 9,5 | 10,5 | 10,0 | 10,5 | 8,5  | 12,0 | 70,0   |
| 2 | Mikroelektronik Erfurt | 7,0 |     | 9,0 | 7,5  | 7,5  | 11,0 | 11,0 | 10,0 | 63,0   |
| 3 | Post Dresden           | 6,5 | 7,0 |     | 8,5  | 9,5  | 8,0  | 7,0  | 11,0 | 57,5   |
| 4 | Baukombinat Leipzig    | 5,5 | 8,5 | 7,5 |      | 9,0  | 8,0  | 10,5 | 6,5  | 55,5   |
| 5 | AdW Berlin             | 6,0 | 8,5 | 6,5 | 7,0  |      | 8,0  | 7,0  | 12,0 | 55,0   |
| 6 | Buna Halle-Neustadt    | 5,5 | 5,0 | 8,0 | 8,0  | 8,0  |      | 10,0 | 8,0  | 52,5   |
| 7 | Lok Leipzig-Mitte      | 7,5 | 5,0 | 9,0 | 5,5  | 9,0  | 6,0  |      | 6,5  | 48,5   |
| 8 | Empor HO Berlin II     | 4,0 | 6,0 | 5,0 | 9,5  | 4,0  | 8,0  | 9,5  |      | 46,0   |

### Die Meistermannschaft
| 1.            | Empor HO Berlin |
| Schachfiguren | Hans-Ulrich Grünberg, Dirk Poldauf, Karsten Volke, Ralf Schöne, Frank Belke, René Stern, Stefan Apel, Alexander Okrajek, Hartmut Höckendorf, Morten Weyrich, Dirk Rosenthal |

### DDR-Liga
In der Staffel A zog Medizin Neubrandenburg seine Mannschaft im Saisonverlauf zurück und wurde gestrichen.
| Platz | Verein                    | Punkte |
| ----- | ------------------------- | ------ |
| 1     | Rotation Berlin           | 88,5   |
| 2     | TU Magdeburg              | 80,5   |
| 3     | Lok Schwerin              | 73,0   |
| 4     | Schifffahrt/Hafen Rostock | 66,5   |
| 5     | Lok Stralsund             | 60,0   |
| 6     | Empor Potsdam II          | 57,0   |
| 7     | Dynamo Potsdam            | 55,5   |
| 8     | Post Ludwigslust          | 48,0   |
| 9     | Lok Rostock               | 47,0   |

| Platz | Verein                       | Punkte |
| ----- | ---------------------------- | ------ |
| 01    | Empor HO Berlin III          | 88,5   |
| 02    | AdW Berlin II                | 85,0   |
| 03    | Empor Potsdam                | 84,0   |
| 04    | Lok Brandenburg              | 80,0   |
| 05    | Buna Halle-Neustadt II       | 78,0   |
| 06    | Aufbau Börde Magdeburg       | 74,5   |
| 07    | Motor Wernigerode            | 71,0   |
| 08    | TU Magdeburg II              | 53,5   |
| 09    | Schifffahrt/Hafen Rostock II | 53,0   |
| 10    | Lok Schwerin II              | 52,5   |

| Platz | Verein                    | Punkte |
| ----- | ------------------------- | ------ |
| 01    | Lok Chemnitz              | 106,0  |
| 02    | Motor Gohlis Nord Leipzig | 084,5  |
| 03    | Lok Leipzig-Mitte II      | 079,5  |
| 04    | Carl Zeiss Jena           | 079,0  |
| 05    | Motor Nordhausen          | 072,0  |
| 06    | Motor Suhl                | 071,5  |
| 07    | Mikroelektronik Erfurt II | 065,0  |
| 08    | Jenapharm Jena            | 062,5  |
| 09    | Empor Erfurt              | 051,5  |
| 10    | Einheit Bad Salzungen     | 046,5  |

| Platz | Verein                  | Punkte |
| ----- | ----------------------- | ------ |
| 01    | Chemie Greiz            | 86,0   |
| 02    | Chemie Lützkendorf      | 80,5   |
| 03    | Robotron Oelsnitz       | 76,5   |
| 04    | WBK 67 Halle-Neustadt   | 72,5   |
| 05    | Lok Chemnitz II         | 72,5   |
| 06    | Motor Leipzig-Lindenau  | 69,5   |
| 07    | Buna Halle-Neustadt III | 68,5   |
| 08    | Post Dresden III        | 68,5   |
| 09    | Wismut Aue              | 63,0   |
| 10    | Motor Liebertwolkwitz   | 62,5   |

| Platz | Verein                       | Punkte |
| ----- | ---------------------------- | ------ |
| 01    | Fortschritt Cottbus          | 86,5   |
| 02    | Halbleiterwerk Frankfurt     | 86,0   |
| 03    | AdW Berlin III               | 81,5   |
| 04    | Mikroelektronik Dresden      | 79,0   |
| 05    | TU Dresden                   | 74,0   |
| 06    | Lok Dresden                  | 73,5   |
| 07    | Post Dresden II              | 72,5   |
| 08    | Fortschritt Nord Forst       | 72,5   |
| 09    | Aktivist Brieske-Senftenberg | 59,5   |
| 10    | Lok RAW Cottbus              | 35,0   |

### Aufstiegsspiele zur Oberliga
Die Zweit- bzw. Drittvertretungen der Oberligisten waren nicht mehr aufstiegsberechtigt, so dass aus Staffel B kein Kandidat in die Aufstiegsrunde kam. Chemie Greiz verzichtete auf die Teilnahme.
1. Runde
- Rotation Berlin – Fortschritt Cottbus 10½:5½

Finale
- Rotation Berlin – Lok Chemnitz 8:8 (Brettwertung für Rotation Berlin)

## DDR-Mannschaftsmeisterschaft der Frauen 1990

### Oberliga
Titelverteidiger AdW Berlin zog seine Mannschaft nach dem zweiten Spieltag zurück. Offizielle Begründung war, dass die Spitzenspielerinnen lieber in der DDR-Liga der Männer spielen wollten.
| Platz | Verein                    | Punkte |
| ----- | ------------------------- | ------ |
| 1     | Post Dresden              | 40,0   |
| 2     | Rotation Berlin           | 38,0   |
| 3     | Motor Weimar              | 36,0   |
| 4     | Chemie Guben              | 36,0   |
| 5     | Motor Leipzig-Lindenau    | 35,5   |
| 6     | Buna Halle-Neustadt       | 34,5   |
| 7     | Motor Gohlis Nord Leipzig | 32,0   |

### DDR-Liga
In Staffel I zog die Mannschaft der Wilhelm-Pieck-Universität Rostock im Saisonverlauf zurück.
| Platz | Verein               | Punkte |
| ----- | -------------------- | ------ |
| 1     | WBK Berlin           | 32,5   |
| 2     | PH Potsdam           | 29,5   |
| 3     | TU Magdeburg         | 23,5   |
| 4     | Chemie Buna Schkopau | 22,0   |
| 5     | Rotation Schwedt     | 12,5   |

| Platz | Verein                 | Punkte |
| ----- | ---------------------- | ------ |
| 1     | Baukombinat Leipzig    | 41,5   |
| 2     | Wissenschaft Rodewisch | 31,0   |
| 3     | Lok Chemnitz           | 31,0   |
| 4     | Post Dresden II        | 29,5   |
| 5     | Metall Gera            | 28,5   |
| 6     | Motor Liebertwolkwitz  | 18,5   |

### Regionalliga
Ergebnisse und Tabellen der Regionalliga liegen nicht vor. Es wurde folgende Staffeleinteilung veröffentlicht:
- Staffel I: Chemie Berlin-Weißensee, Empor HO Berlin, BVK Berlin, BVK Berlin II, WBK Berlin II, Aufbau Empor Ost Magdeburg, Rotation Schwedt II
- Staffel II: Motor Leipzig-Lindenau II, Motor Leipzig-Lindenau III, Einheit Freiberg, ISG Apolda, Wissenschaft Rodewisch II, Metall Gera II, Motor Gohlis Nord Leipzig II, TU Dresden